# Bent Christensen Arensøe
Bent Christensen Arensøe (Copenhague, 4 de janeiro de 1967) é um ex-futebolista profissional dinamarquês, que atuava como atacante. Foi campeão da Eurocopa de 1992.

## Carreira
Bent Christensen Arensøe fez parte do elenco da Seleção Dinamarquesa de Futebol da Eurocopa de 1992.

## Títulos
- Eurocopa de 1992